# Крстулович, Борис
Борис Крстулович (хорв. Boris Krstulović; 9 февраля 1932, Сплит — 28 ноября 2014, Загреб) — хорватский архитектор, дизайнер интерьеров и университетский преподаватель.

## Биография
Борис Крстулович родился в 1932 году в городе Сплит, откуда в 1941 году он вместе с семьёй переехал в Загреб, где окончил начальную и среднюю школу. В 1956 году Крстулович под руководством Альфреда Альбини получил диплом архитектора в Загребском университете. По окончании университета Крстулович устроился на работу в основанное Миланом Жерьявичем архитектурно-проектное бюро «Žerjavić», после чего, в 1958 году, он вернулся в свой альма-матер, где на факультете архитектуры получил должность ассистента профессоров Альфреда Альбини и Звонимира Вркляна. В конце 1950-х — начале 60-х годов Крстулович завершил работу над первыми собственными проектами — несколькими зданиями многоквартирных домов в Загребе, выполненных в стиле функционализма с отличительной особенностью в виде наличия оконных ставней, добавленными в проекты Крстуловичем с целью обособления хорватской архитектуры функционализма от общемировой.
В 1963 году Борис Крстулович, в качестве ассистента профессора Радована Никшича, присоединился к преподавательскому штату строительного факультета Загребского университета, дослужившись в его стенах к 1988 году до звания профессора. Преподавательскую деятельность в ведущем хорватском вузе Крстулович совмещал с проектированием зданий, в числе которых значились уже не только жилые дома, но и постройки административного назначения, среди которых особенно выделяется комплекс зданий Диспетчерского центра энергетической компании «Elektroslavonija» в Осиеке, в проект которого Крстулович помимо чертежей самого здания включил также дизайн интерьеров и систему куполов с призматическими окнами на крыше для освещения помещения естественным дневным светом. За этот комплекс зданий Крстулович в начале 1970-х годов был удостоен премии Владимира Назора и архитектурной премии газеты «Борьба». В 2002 году Борис Крстулович ушёл на пенсию, оставив свой пост в университете, а спустя двенадцать лет, в ноябре 2014 года, он умер в хорватской столице.